# 達頓 (伊利諾伊州)
達頓（英語：Dutton）是位於美國伊利諾伊州派克縣的一個非建制地區。該地的面積和人口皆未知。

## 地理
達頓的座標為39°40′28″N 90°47′59″W / 39.67444°N 90.79972°W，而該地的平均海拔高度為230米（即755英尺）。